# Winkl (Neubeuern)
Winkl ist ein Gemeindeteil des Marktes Neubeuern im oberbayerischen Landkreis Rosenheim. Der Ort liegt nördlich des Kernortes Neubeuern am Birbettgraben.
Östlich verläuft die Staatsstraße 2359, westlich fließen der Sailerbach und der Inn. Die A 8 verläuft nördlich.

## Sehenswürdigkeiten
In der Liste der Baudenkmäler in Neubeuern ist für Neuwöhr ein Baudenkmal aufgeführt:
- Die 1885 erbaute Kapelle (Winkl 19) ist ein Satteldachbau mit östlichem Dachreiter, der einen Spitzhelm über Giebeln und Putzgliederungen trägt.